# زندگی‌های یک نیزه‌دار بنگال (فیلم)
زندگی‌های یک نیزه‌دار بنگال (انگلیسی: The Lives of a Bengal Lancer) فیلمی به کارگردانی هنری هاتاوی است که در سال ۱۹۳۵ منتشر شد.

## بازیگران
- گری کوپر
- فرانکوت تون
- ریچارد کرامول
- آکیم تامیروف
- مونته بلو
- جی. کارول نایش
- میشا آور
- کلاد کینگ